# Chaetolopha leucophragma
Chaetolopha leucophragma är en fjärilsart som beskrevs av Edward Meyrick 1891. Chaetolopha leucophragma ingår i släktet Chaetolopha och familjen mätare. Inga underarter finns listade i Catalogue of Life.